# San Francisco (Jujuy)
San Francisco è un comune (comisión municipal in spagnolo) dell'Argentina, appartenente alla provincia di Jujuy, nel dipartimento di Valle Grande.
In base al censimento del 2001, nel territorio comunale dimorano 377 abitanti, di cui 320 nella cittadina capoluogo del comune.